# Прожогина, Светлана Викторовна
Светла́на Ви́кторовна Прожо́гина (род. 10 ноября 1938, Самара) — советский и российский литературовед, африканист, главный научный сотрудник Отдела сравнительного культуроведения Института востоковедения РАН, доктор филологических наук (1982), профессор, член редколлегии журнала «Азия и Африка сегодня».

## Биография
Родилась в Самаре 10 ноября 1938 года.
В 1961 году окончила филологический факультет МГУ.
В 1967 году защитила кандидатскую диссертацию на тему «Современная франкоязычная литература Марокко и Туниса».
В 1982 году защитила докторскую диссертацию «Типология развития франкоязычных литератур стран Магриба».
Научный сотрудник Института Африки (1967-1968), Института востоковедения (с 1976) РАН.
Труды С. В. Прожогиной отмечены многочисленными грамотами Института востоковедения РАН, медалью Международного биографического центра Кембриджа «За научные достижения XX столетия». Активная общественная работа С. В. Прожогиной по защите интересов ученых отмечена медалью Московской федерации независимых профсоюзов и грамотой Президиума РАН.

## Основные работы

### Монографии
- Прожогина С. В. Литература Марокко и Туниса. — М.: Высшая школа, 1968. — 92 с. — (Современная зарубежная литература).
- Прожогина С. В. Франкоязычная литература стран Магриба. — М.: Наука. Главная редакция восточной литературы, 1973. — 192 с.
- Прожогина С. В. Магриб: франкоязычные писатели 60-70-х годов. — М.: Наука. Главная редакция восточной литературы, 1980. — 272 с.
- Прожогина С. В. Рубеж эпох — рубеж культур (Проблемы типологии литературы на французском языке в странах Северной Африки). — М.: Наука. Главная редакция восточной литературы, 1984. — 288 с.
- Прожогина С. В. Дрис Шрайби (Новое время в магрибинской литературе). — М.: Наука. Главная редакция восточной литературы, 1986. — 264 с. — (Писатели и ученые Востока). — 1700 экз.
- Прожогина С. В. Современная литература Алжира : Учеб. пособие для вузов по спец. «Рус. яз. и лит.». — М.: Высшая школа, 1987. — 88 с.
- Прожогина С. В. «Для берегов Отчизны дальной…» («Изгнанничество» и литература североафриканцев на Западе). — М.: Восточная литература, 1992. — 360 с. — ISBN 5-02-017382-7.
- Прожогина С. В. Между мистралем и сирокко: (Литература магрибинской диаспоры в конце XX века). — М.: Восточная литература, 1998. — 328 с. — 400 экз. — ISBN 5-02-018012-2.
- Прожогина С. В. От Сахары до Сены (Литературное пространство франкоязычных магрибинцев в XX веке). — М.: Восточная литература, 2001. — 486 с. — 250 экз.
- Прожогина С. В. Иммигрантские истории: (Документ. и лит. свидетельства магриб. писателей во Франции) / Сост., ввод. ст. и пер. С. В. Прожогиной. — М.: ИВ РАН, 2001. — 270 с.
- Прожогина С. В. (сост.). Поэзия Тахара Бекри : (Фр.-рус. антология) / Сост., ввод. ст., пер. стихов с фр. С. В. Прожогиной. — М.: ИВ РАН, 2002. — 218 с. — ISBN 5-89282-200-1.
- Прожогина С. В. Восток на Западе (Иммигрантские истории – II). — М.: ИВ РАН, 2003. — 282 с.
- Прожогина С. В. «Любовь земная» (Концепт Родины в творчестве франкоязычных магрибинцев). — М.: ИВ РАН, 2004. — 274 с.
- Прожогина С. В. Женский портрет на фоне Востока и Запада. — М.: Восточная литература, 2006. — 480 с. — ISBN 5-02-018523-X.
- Прожогина С. В. Магрибинский роман. — М.: ИВ РАН, 2007. — 258 с. — ISBN 978-5-89282-331-9.
- Прожогина С. В. Вошедшие в Храм Свободы. — М.: Восточная литература, 2008. — 432 с. — 300 экз. — ISBN 978-5-02-036362-5.
- Прожогина С. В. Разлом миров (алжирская литература о Войне). — М.: ИВ РАН, 2009. — 274 с.
- Прожогина С. В. Метаморфозы образа Моря (из магрибинских лейтмотивов). — М.: ИВ РАН, 2010. — 216 с.
- Прожогина С. В. В поисках Настоящего Времени (франкоязычная литература Магриба в современную эпоху). — М.: ИВ РАН, 2011. — 306 с. — ISBN 978-5-89282-470-5.
- Прожогина С. В. Новые идентичности : (быть или не быть западно-восточному "синтезу": из опыта франко-магрибинских контактов и конфликтов). — М.: Изд-во МБА, 2012. — 404 с. — ISBN 978-5-902445-78-4.
- Прожогина С. В. Мир Гор (семантическая амплитуда топоса в художественной литературе Магриба). — М.: Белый ветер, 2013. — 388 с. — ISBN 978-5-9902254-3-5.
- Прожогина С. В. Алжирская сюита (эпоха Рашида Буджедры). — М.: ИВ РАН, 2014. — 436 с. — ISBN 978-5-9902254-4-2.
- Прожогина С. В. Марокканский ноктюрн (колониальное, постколониальное и современное Марокко в художественном творчестве франкоязычных писателей). — М.: ИВ РАН, 2015. — 531 с. — 500 экз. — ISBN 978-5-9902254-5-9.
- Прожогина С. В. Тунисская элегия. Диалог Востока и Запада в творчестве тунисских писателей XXI в. — М., 2016.
- Прожогина С. В. Смятение. Отражение борьбы с исламским интегризмом в литературе Алжира. — М.: ИВ РАН, 2017.
- Прожогина С. В. Магрибинские лейтмотивы.. — М.: Белый ветер, 2018. — 419 с.
- Прожогина С.В. Магрибинская франкоязычная новелла. - М.: ИВ РАН, 2019

### В соавторстве
- Власова О. А., Дербисалиев А. Б., Прожогина С. В. Литература Марокко. — М.: Восточная литература, 1993. — 320 с. — (История литератур Востока).
- Дёмкина О. Н., Прожогина С. В. Литература Алжира. — М.: Восточная литература, 1993. — 336 с. — (История литератур Востока). — 400 экз. — ISBN 5-02-017655-9.
- Али-заде Э. А., Асадуллин Ф. А., Юнусов К. О., Прожогина С. В. Литература Туниса. — М.: Восточная литература, 1993. — 242 с.
- Крылова Н. Л., Прожогина С. В. «Смешанные браки»: Опыт межцивилизационного общения. — М.: Институт Африки РАН, 2002. — 320 с. — ISBN 5-201-04877-3.
- Крылова Н. Л., Прожогина С. В. Метисы: кто они? (Проблемы социализации и самоидентификации). — М.: Институт Африки РАН, 2004. — 276 с. — 400 экз. — ISBN 5-201-04783-1.
- Крылова Н. Л., Прожогина С. В. Женщина и Чужбина. — М.: Институт Африки РАН, 2007. — 368, [1] с. — (Гендерные исследования). — ISBN 978-5-91298-003-9.